# Eriospermum marginatum
Eriospermum marginatum är en sparrisväxtart som beskrevs av Hermann Wilhelm Rudolf Marloth och Pauline Lesley Perry. Eriospermum marginatum ingår i släktet Eriospermum och familjen sparrisväxter. Inga underarter finns listade i Catalogue of Life.